# Chiesa dei Santi Antonio di Padova e Rocco (Villa Lagarina)
La chiesa dei Santi Antonio di Padova e Rocco è una chiesa sussidiaria situata in località Nasupel, sopra a Castellano, frazione di Villa Lagarina in Trentino. Fa parte della parrocchia di San Lorenzo nella zona pastorale della Vallagarina dell'arcidiocesi di Trento e risale al XVI secolo.

## Storia

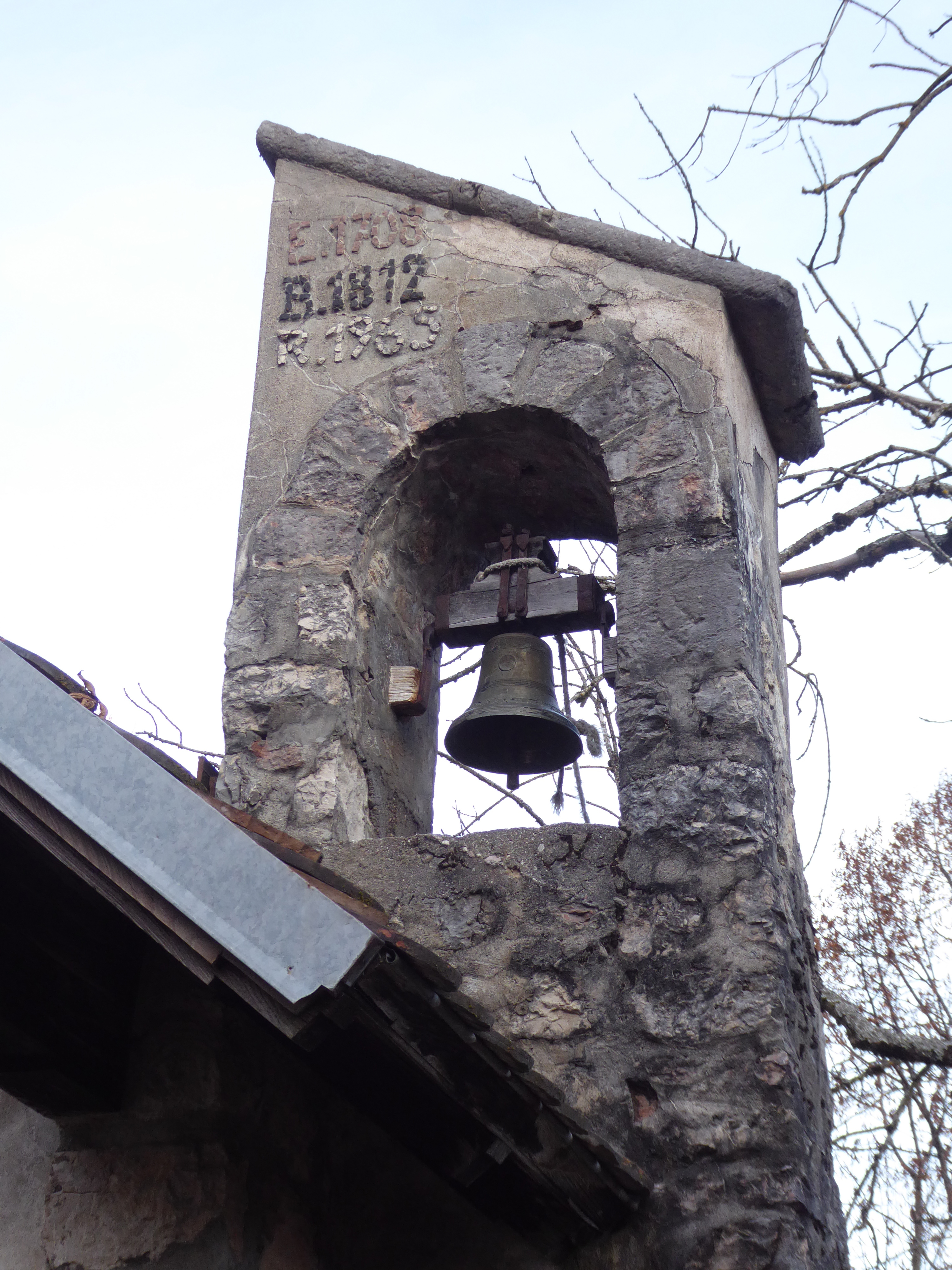
Campanile a vela

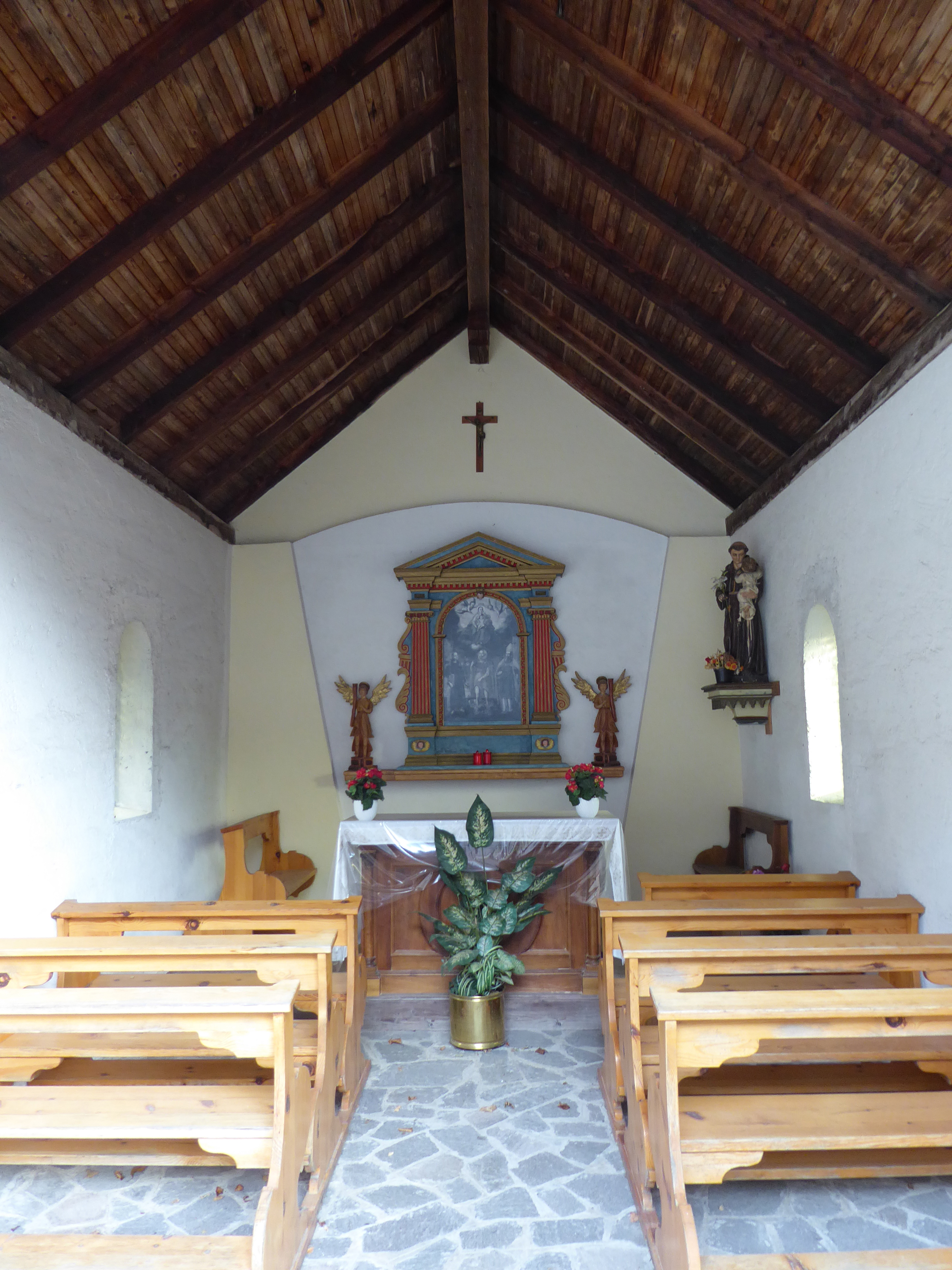
Interno

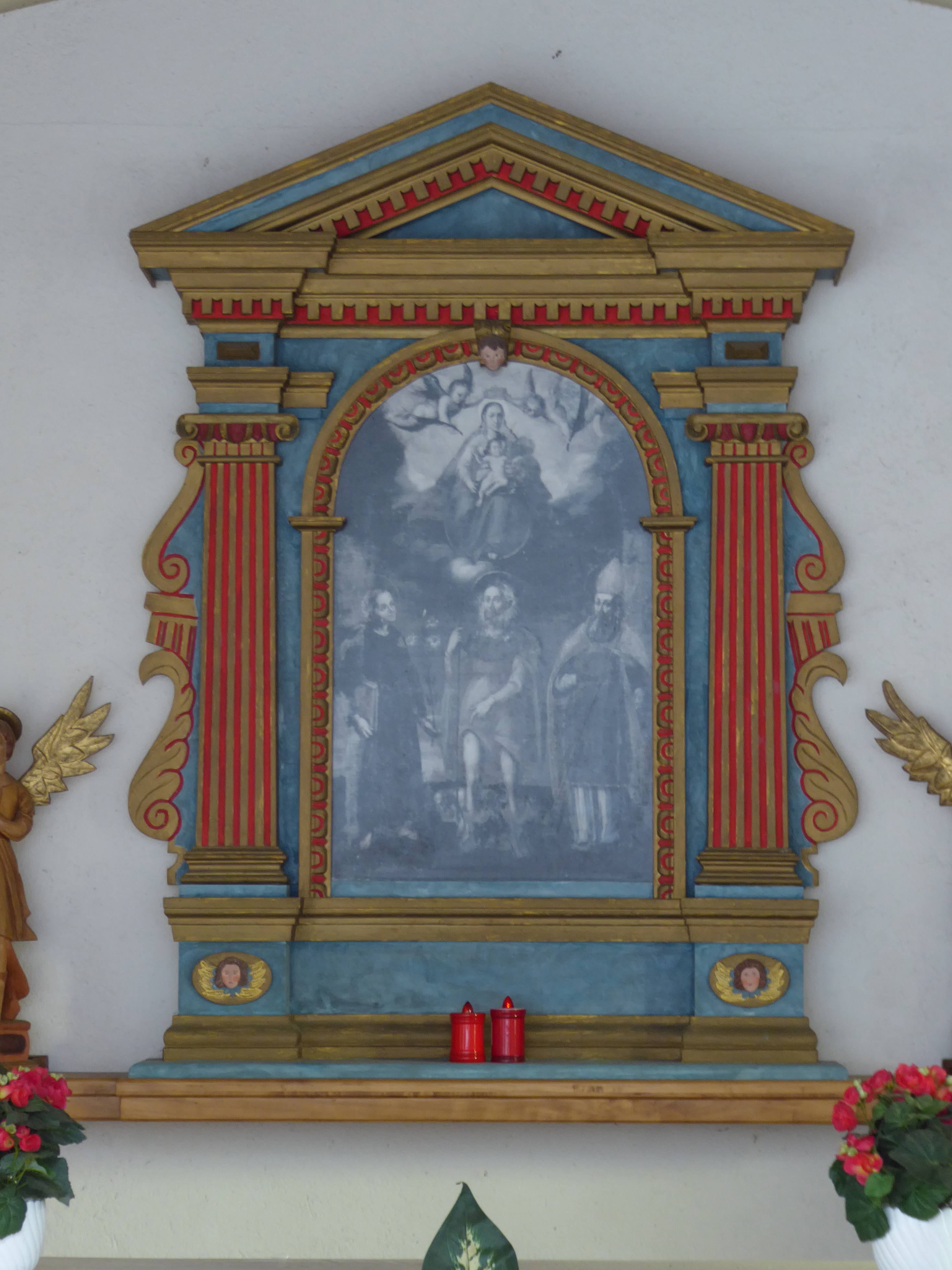
Pala d'altare della chiesa

Sul sito dove sorge la piccola chiesetta, in località Nasupel, era presente in tempi precedenti un'edicola con dedicazione per San Rocco e San Leonardo. Sembra probabile sia stata eretta durante il XVI secolo.
L'edificio che ci è pervenuto venne costruito tra il 1639 e il 1641 dopo aver demolito la precedente piccola cappella. Neppure questo edificio fu di grandi dimensioni, a navata unica e con un piccolo campanile a vela di lato. Durante la prima metà del XVIII secolo venne restaurato in due momenti diversi a pochi anni di distanza, nel  1713 e 1750, per scopi conservativi.
Durante il 1846 venne rifatta la copertura del tetto. Nella seconda metà del XX secolo fu oggetto dell'ultimo restauro. Si ricostruì l'edificio che versava in cattive condizioni ma non furono attese le necessarie autorizzazioni per effettuare il lavoro.

## Descrizione

### Esterni
La facciata a capanna è semplice con due spioventi e caratterizzata dalla grande apertura a volta con cancellata e rifinita con parti in pietra a vista. La torre campanaria si alza dal tetto sulla parte destra e si apre con una finestra a monofora.

### Interni
La navata interna è unica con aula e presbiterio senza separazione e con copertura lignea a vista. L'altare è semplice appoggiato alla parete presbiteriale.